# Eragrostis petrensis
Eragrostis petrensis är en gräsart som beskrevs av Stephen Andrew Renvoize och Longhi-wagner. Eragrostis petrensis ingår i släktet kärleksgrässläktet, och familjen gräs. Inga underarter finns listade i Catalogue of Life.